# Pelargoderus
Pelargoderus is een kevergeslacht uit de familie van de boktorren (Cerambycidae). De wetenschappelijke naam van het geslacht werd voor het eerst geldig gepubliceerd in 1835 door Audinet-Serville.

## Soorten
Pelargoderus omvat de volgende soorten:
- Pelargoderus albopunctatus Breuning, 1980
- Pelargoderus alcanor (Newman, 1842)
- Pelargoderus arouensis (Thomson, 1858)
- Pelargoderus assimilis Aurivillius, 1908
- Pelargoderus basalis (Gahan, 1907)
- Pelargoderus bipunctatus (Dalman, 1817)
- Pelargoderus celebensis Breuning, 1966
- Pelargoderus cincticornis Ritsema, 1895
- Pelargoderus dibbhincksi Gilmour, 1947
- Pelargoderus djampeanus Breuning, 1960
- Pelargoderus flavicornis Gahan, 1888
- Pelargoderus fulvoirroratus (Blanchard, 1853)
- Pelargoderus luteosparsus (Matsushita, 1935)
- Pelargoderus luzonicus (Breuning, 1935)
- Pelargoderus malaccensis Breuning, 1935
- Pelargoderus marginipennis Ritsema, 1895
- Pelargoderus niger (Thomson, 1878)
- Pelargoderus papuanus Breuning, 1936
- Pelargoderus rubropunctatus (Guérin-Méneville, 1831)
- Pelargoderus salomonum Breuning, 1962
- Pelargoderus semitigrinus Ritsema, 1885
- Pelargoderus sijthoffii Ritsema, 1901
- Pelargoderus siporensis Breuning, 1961
- Pelargoderus stellatus Vitali & Casadio, 2007
- Pelargoderus sumatranus Breuning, 1935
- Pelargoderus trigonalis Heyden, 1897
- Pelargoderus vittatus Audinet-Serville, 1835
- Pelargoderus vitticollis Gressitt, 1952
- Pelargoderus waigeuensis Gilmour, 1956